# 도쿠가와 마사코

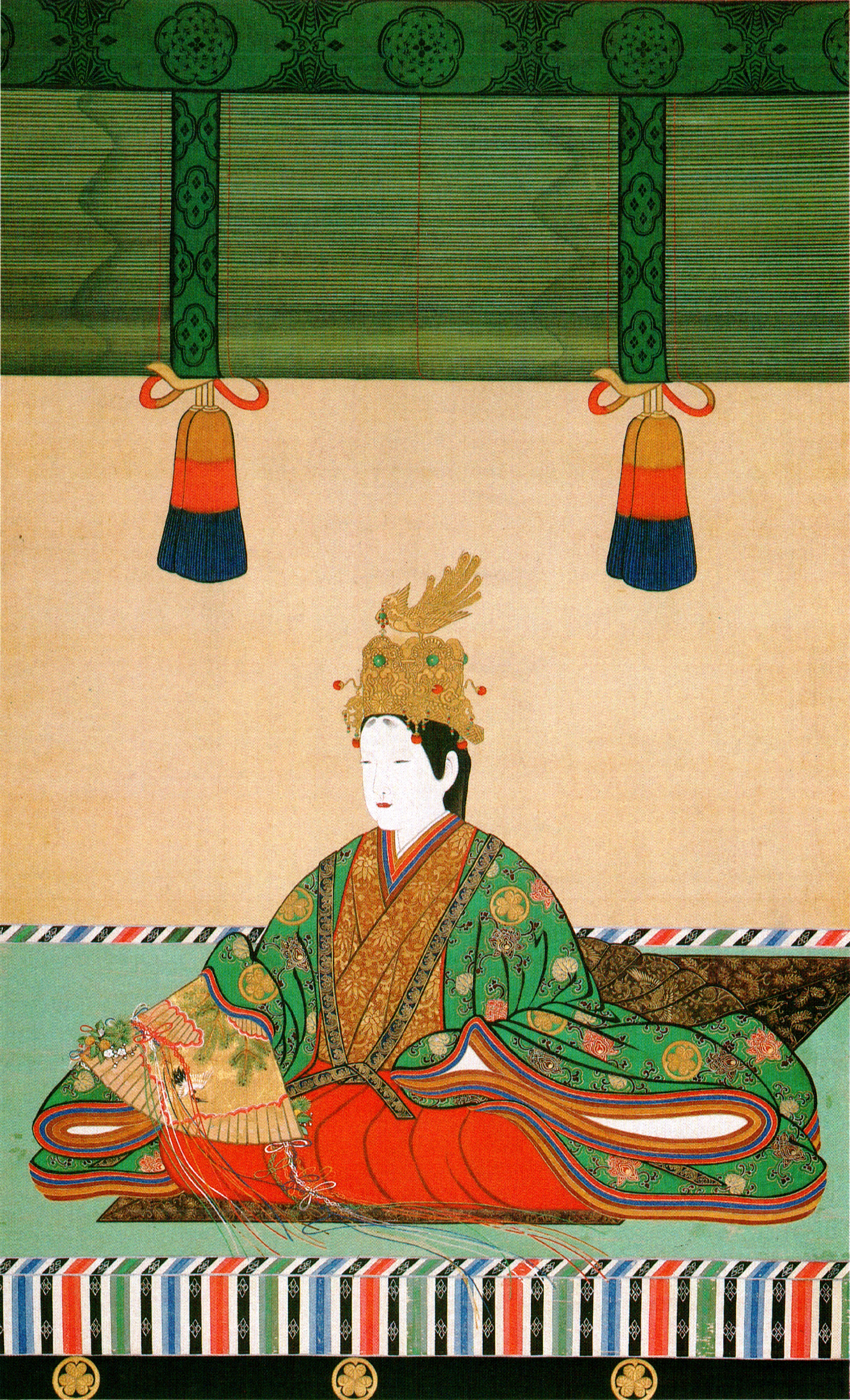
도후쿠몬인

도쿠가와 마사코/가즈코(徳川和子, 1607년 11월 23일 - 1678년 9월 2일)는 에도 막부 2대 쇼군 도쿠가와 히데타다와 정실 스겐인의 5녀이며, 초대 쇼군 도쿠가와 이에야스의 손녀이다. 고미즈노오 천황의 중궁이며, 메이쇼 천황의 어머니이다.

## 생애
도쿠가와는 1607년(게이초 12년) 10월 4일 에도성 오오쿠에서 태어났다. 초명은 마쓰히메(松姫) 혹은 가즈히메(和姫)였다고 한다. 1612년(게이초 17년)에 고미즈노오 천황이 즉위하자 할아버지인 도쿠가와 이에야스는 손녀인 마사코의 입궁을 추진하였고, 1614년(게이초 19년) 입궁선지가 내려졌다. 그러나 오사카 전투와 도쿠가와 이에야스의 사망, 고요제이 천황의 붕어 등으로 미루어졌다.
1618년(겐나 4년) 뇨고(女御)의 전각을 만들기 시작했지만 고미즈노오 천황이 총애하는 궁녀인 요쓰쓰지 요쓰코(四辻与津子)가 황자 가모노미야(賀茂宮, 1618∼1622)를 출산한 것이 알려지면서 입궁에 문제시 되었다.
1620년(겐나 6년) 입궁에 앞서 6월 2일 종3위에 임명되었고, 6월 18일에 고미즈노오 천황의 뇨고(女御)가 되어 입궁하였는데, 입궁행렬이 니조성(二条城)에서부터 성대하게 이어졌다고 한다. 1623년(겐나 9년) 마사코가 회임하였고, 같은 해 6월 도쿠가와 이에미쓰가 쇼군에 임명되었다. 그리고 그 해 11월 19일 황녀 메이쇼 천황을 낳았다. 1624년(간에이 원년) 11월 28일에 중궁에 책봉되었다. 1625년(간에이 2년) 9월 황녀 온나니노미야(女二宮)를 낳았고, 1626년(간에이 3년) 11월 13일 황자 다카히토 친왕(高仁親王, 1626 ~ 1628)을 낳았지만 첫 아들인 다카히토 친황은 1627년(간에이 4년)에 요절하였고, 둘째 아들인 황자 와카미야(若宮)도 낳자마자 요절하였다.
1629년(간에이 6년) 자의 사건으로 인하여 고미즈노오 천황은 양위를 하게 되고, 그녀의 딸인 가즈노미야 오키코 내친왕이 메이쇼 천황으로 즉위하자 도후쿠몬인(東福門院)이라는 원호(院号)을 받고 남편을 따라 은거하였다.

## 개명의 이유
원래는 「가즈코」라고 불렸지만, 탁음 발음을 싫어하는 궁중 관습에 따라 한자는 그대로 두고 「마사코」로 바꿔서 부르게 되었다.

## 가족 관계
본가
- 조부 : 에도 막부 초대 쇼군 도쿠가와 이에야스(德川家康, 1543~1616, 재임 1603~1605)
  - 아버지 : 제2대 쇼군 도쿠가와 히데타다(徳川秀忠, 1579~1632, 재임 1605~1623)
  - 어머니 : 스겐인(崇源院, 1573~1626)
    - 언니 : 센히메(千姫, 1597~1666)
    - 언니 : 다마히메(珠姫, 1599~1622)
    - 언니 : 가쓰히메(勝姫, 1601~1672)
    - 언니 : 하쓰히메(初姫 1602~1630)
    - 오빠 : 제3대 쇼군 도쿠가와 이에미쓰(徳川家光, 1604~1651, 재임 1623~1651)
    - 오빠 : 도쿠가와 다다나가(徳川忠長 1606~1634)

시가
- 남편 : 제108대 고미즈노오 천황(後水尾天皇, 1596~1680, 재위 1611~1629)
  - 제2 황녀：오키코 내친왕(興子内親王, 후의 메이쇼 천황明正天皇, 1623~1696)
  - 제3 황녀：아키코 내친왕(昭子内親王, 1625~1651)
  - 제2 황자：다카히토 친왕(高仁親王, 1626~1628)
  - 제3 황자：와카노미야(若宮, 1628)
  - 제4 황녀：아키코 내친왕(顕子内親王, 1629~1675)
  - 제6 황녀：나쓰코 내친왕(賀子内親王, 1632~1696)
  - 제7 황녀：기쿠노미야 (菊宮, 1633~1634)

## 관련 작품
- 「오오쿠」(1983년)(후지 TV) : 다카하시 가오리 → 스기타 가오루
- 「풍운 에도성 노도의 쇼군 도쿠가와 이에미쓰」(1987년) (TV 도쿄) : 야마구치 이즈미
- NHK 대하드라마
  - 「카스가노츠보네」 (1989년) : 우치노 마리코 → 가타야마 미호 → 하카마 이사
  - 「아오이 도쿠가와 삼대」 (2000년) : 오자키 덴에이 → 마쓰다 아야카 → 이노우에 마이 → 사카이 미키
  - 「고우~공주들의 전국~」 (2011년) : 히라사와 코코로 → 카미시라이시 모네
- 「천하 소란~도쿠가와 삼대의 음모」(TV 도쿄) (2006년) : 다카하시 아이 (소녀시절)